# يوآب

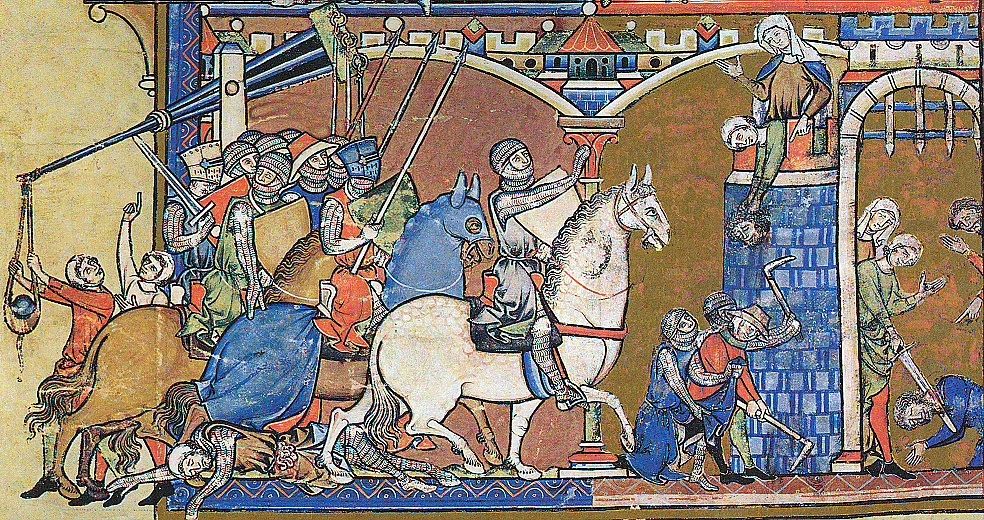
لوحة تمثل بوآب مع جيشه عند دخولهم لأورشليم.

يوآب (بالعبرية: יוֹאָב) هو شخصية ذكرت في الكتاب المقدس في العهد القديم وقد كان قائد جيش داؤد وابن أخته صروية، ذكر بأنه كان قائد جيش قوي وقاسي أيضاً. كان أبرز نجاحاته تمكنه من التوغل إلى داخل مدينة أورشليم والتي تمكن الإسرائيليون من احتلالها. عارضه داؤد عندما قتل أبنير قائد جيش شاول ولقتله أيضاً لأبشالوم ابن داؤد الذي ثار عليه، ولذلك أوصى داؤد ابنه سليمان على محاسبته. وبعد أن تولى سليمان الحكم، ذهب يوآب إلى تابوت العهد كي لا يقتله سليمان بعد أن وقف بصف أدونيا ليكون ملك على إسرائيل وقد تمكن سليمان من قتله فيما بعد.